# Dzintars Dreibergs
Dzintars Dreibergs (* 1. Februar 1981) ist ein lettischer Filmregisseur.

## Leben
Dreibergs absolvierte 2002 ein Bachelorstudium an der Wirtschaftshochschule Riga, erwarb 2004 einen Master in Management & Entrepreneurship und sammelte erste Berufserfahrungen als Bilanz- und Betriebsprüfer bei PricewaterhouseCoopers. 2005 beendete er sein Wirken im Finanzsektor, um ein Masterstudium der Filmregie zunächst an der Lettischen Kulturakademie zu beginnen, das er 2006 in Filmregie an der Baltic Film and Media School in Tallinn weiterführte.
Sein Regiedebüt gab Dreibergs 2009 mit der Dokumentation Padoties Aizliegts, worin er die Schwerathletik der Familie Ritenieks in Szene setzte. Nach zwei weiteren Sportdokumentationen errang 2019 sein Historienfilm Blizzard of Souls – Zwischen den Fronten internationale Aufmerksamkeit. Nach dem Filmstart in den lettischen Kinos am 8. November 2019 wurde Dreibergs Film im November 2020 am Tallinn Black Nights Film Festival gezeigt und als Beitrag Lettlands für die Oscarverleihung 2021 eingereicht.
Dreibergs jüngstes Werk, das Sportdrama Escape Net, soll 2025 Premiere feiern.

## Regisseur (Auswahl)
- 2009: Padoties Aizliegts
- 2014: VEF 54th Season
- 2016: The Sixth Player
- 2019: Blizzard of Souls – Zwischen den Fronten (Dvēseļu putenis)